# 马埃斯特腊山脉
马埃斯特腊山脉（西班牙語：Sierra Maestra）是位于古巴东南的山脉。西起克鲁斯角，东至关塔那摩湾，由一些列沿海岸的平行山脉组成。宽约30公里，长250公里。一般海拔1300～1500米，最高点图基诺峰海拔约2000米，是古巴最高峰。
南坡陡峭，北坡平缓。森林茂密。有铜、铁、锰、铬等矿藏。古巴革命期间，菲德尔·卡斯特罗率领的格拉玛号远征队于1956年12月2日登陆古巴后，最早在马埃斯特腊山脉建立根据地。